# NORM-UK
NORM-UK (National Organization of Restoring Men) est une association britannique dont le but est de lutter contre la circoncision.

## Parrains
- Alan Cumming[1],[2]
- Brian Sewell[3]
- Jack Cohen[4]

## Publications
Ouvrages
- Care of the Intact Infant Penis
- Phimosis
- Foreskin Tightness
- Alternatives to Circumcision

DVD
- Restoration in Focus, produit par le Dr. Peter Ball

## Source de traduction
- (en) Cet article est partiellement ou en totalité issu de l’article de Wikipédia en anglais intitulé « NORM-UK » (voir la liste des auteurs).